# Schriften zur Zeit. Kulturschriftenreihe des Artemis Verlages
Schriften zur Zeit war eine auf Gegenwartsprobleme spezialisierte Schriftenreihe (Laufzeit 1942‒1970) des in Zürich ansässigen Artemis Verlags, einer Gründung von Friedrich Witz in Verbindung mit Karl Hoenn.

## Geschichte und Funktion
1942‒1944 arbeitete Friedrich Witz als Lektor im Morgarten-Verlag, Zürich. Hier erschienen die ersten drei Hefte der „Schriften zur Zeit“ mit dem Zusatz „Kulturschriftenreihe des Morgarten-Verlags“, dann erst wurde die Reihe in den 1943 gegründeten Artemis Verlag eingegliedert. Die Verfasser (alle männlich) der unter dem Dach der Reihe „Schriften zur Zeit“ zusammengeführten Zeitdiagnosen und Lösungsansätze stammten mit wenigen Ausnahmen aus der deutschsprachigen Schweiz. Karl Jaspers’ bedeutender Beitrag zur politischen Philosophie (Die Schuldfrage. Ein Beitrag zur deutschen Frage, Heft 11) war 1946 im Verlag von Lambert Schneider in Heidelberg erstveröffentlicht worden.

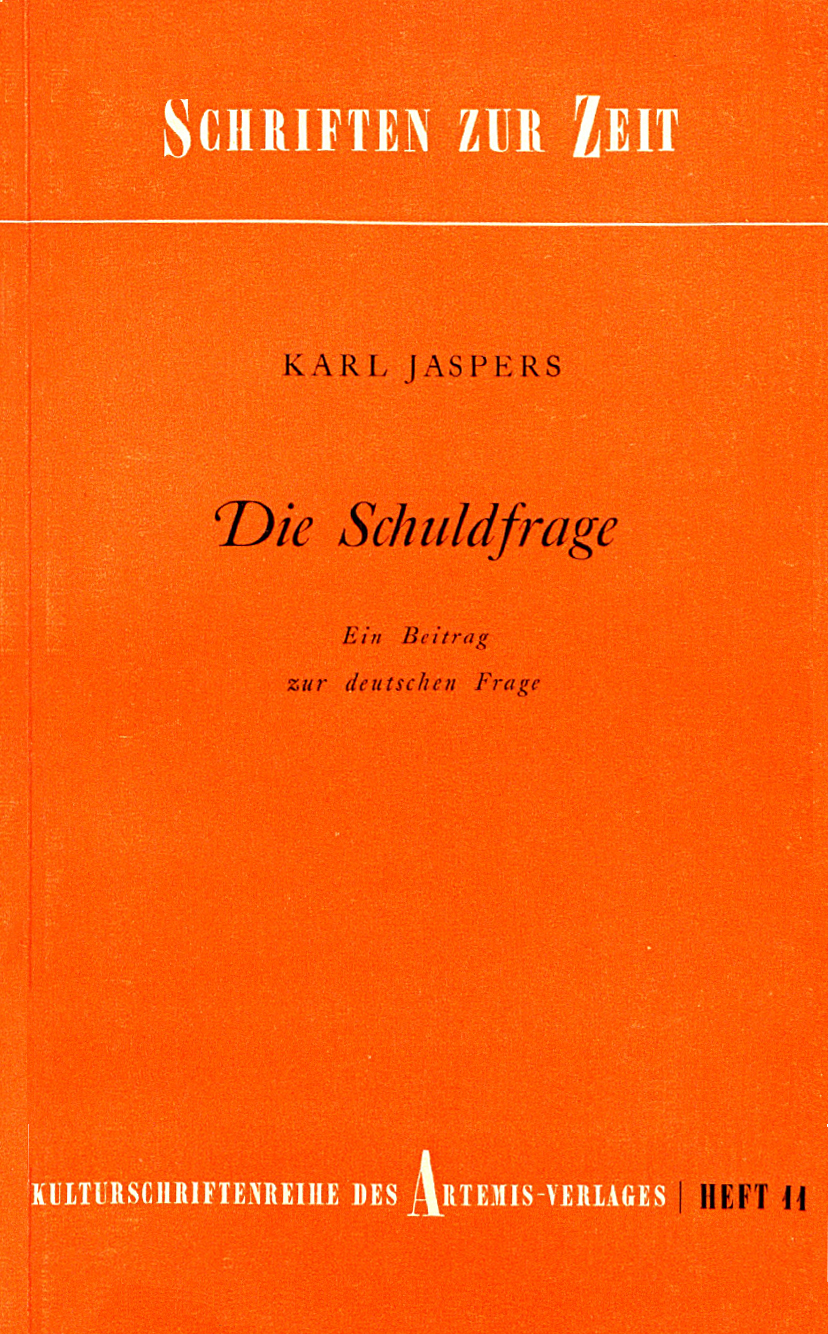

## Die Hefte der Reihe

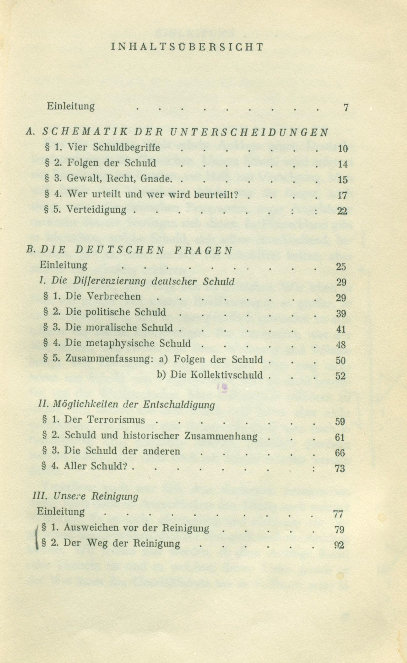

- Heft 1: Karl G[eorg] Schmid: Der Soldat und der Tod (1942) (Nachdruck ca. 1960).[1]
- Heft 2: Paul Ferdinand Portmann: Pflicht des Wortes (1943).
- Heft 3: Kurt Stiefel: Persönlichkeit und Form (1943).
- Heft 4: Arthur Frey: Pädagogische Besinnung (1944).
- Heft 5: Max Wildi: Der angelsächsische Roman und der Schweizer Leser (1944).
- Heft 6: Carl (Karl) Günther: Das Menschenbild im Ideal der schweizerischen Staatsschule (1945).
- Heft 7: Hans Zbinden: Der Flüchtling und die Humanität. Gedanken zu einer kritischen Rückschau und Besinnung (1945).
- Heft 8: Albert Hunold: Die wirtschaftliche Freiheit als internationales Problem (1945).
- Heft 9: Ernst Wiechert: Der Dichter und die Zeit. Rede, gehalten am 16. April 1935 im Auditorium maximum der Universität München (1945) (2., durchges. Aufl. 1945).
- Heft 10: Kurt von Neergaard: Untergang im Relativismus? (1946).
- Heft 11: Karl Jaspers: Die Schuldfrage. Ein Beitrag zur deutschen Frage (1946) (4. Aufl. 1947).
- Heft 12: Egon Vietta: Theologie ohne Gott. Versuch über die menschliche Existenz in der modernen französischen Philosophie (1946).
- Heft 13: Max Zollinger: „Weltanschauung“ als Problem des jungen Menschen und der höheren Schule unserer Zeit (1947).
- Heft 14: Hans Zbinden: Um Deutschlands Zukunft. Gedanken eines Schweizers (1947) (2. Aufl. 1947).
- Heft 15: Fritz Buri: Albert Schweitzer und unsere Zeit. Eine Vorlesung, gehalten am 14. Januar 1947, Albert Schweitzers 72. Geburtstag, in der Universität Zürich (1947).
- Heft 16: Alexander Mitscherlich: Endlose Diktatur? (1947).
- Heft 17: Leonhard von Muralt: Der Friede von Versailles und die Gegenwart (1947).
- Heft 18: Walther Hofer: Das europäische Revolutionsjahr 1848 (1948) [Erweiterter Separatabdruck aus der Neuen Zürcher Zeitung von 1948].
- Heft 19: Karl J. Naef, Jann von Sprecher u. Roman Boos: Die Weltbedeutung der schweizerischen Neutralität (1948).
- Heft 20: Fritz Buri: Albert Schweitzer und Karl Jaspers. Vortrag, gehalten am 29. Juni 1950 vor der Basler Studentenschaft (1950).
- Heft 21: Rudolf Walter Leonhardt: Der Sündenfall der deutschen Germanistik. Vorschläge zur Wiederbelebung des literarischen Bewusstseins in der Bundesrepublik (1959).[2]
- Heft 22: Siegfried Melchinger: Keine Maßstäbe? Kritik der Kritik. Ein Versuch (1959).
- Heft 23: Fritz Buri: Albert Schweitzers Wahrheit in Anfechtung und Bewährung (1960).
- Heft 24: Richard Biedrzynski (Hrsg.): Das verlorene Menschenbild. Zur Problematik des Porträts in der Kunst der Gegenwart. Eine Diskussion (1961).
- Heft 25: Kurt Guggenheim: Heimat oder Domizil? Die Stellung des deutschschweizerischen Schriftstellers in der Gegenwart (1961).
- Heft 26: Hans Zbinden: Ohnmacht der Eliten? Über die Krise und Verantwortung der geistigen Führungsschichten in der modernen Gesellschaft (1963) (2., erg. Aufl. 1965).
- Heft 27: Hans Zbinden: Schweizer Literatur in europäischer Sicht [nach einem Vortrag, gehalten am europäischen Kongreß des Deutsch-Italienischen Kulturinstitutes/Istituto Culturale Italo-Tedesco Bozen/Meran] (1964).
- Heft 28: Peter Meyer: Testfall des Kunstbetriebes. Grundsätzliches anläßlich der Zürcher Giacometti-Diskussion (1966).
- Heft 29: Walther Bringolf: Gespräche in Südafrika. Eindrücke und Überlegungen von einer Informationsreise (1968).
- Heft 30: Karl Schmid: Schwierigkeiten mit der Kunst. 2 Vorträge (1969).
- Heft 31: Wolfgang Binder: Das Bild des Menschen in der modernen deutschen Literatur (1969).
- Heft 32: Gerhard Huber [Hrsg.]: Bildungsanforderungen in der industriellen Welt. Vortragsreihe der Eidgenössischen Technischen Hochschule Zürich im Wintersemester 1968/69 [Beiträge teilweise in engl. und franz. Sprache] (1969).
- Heft 33: Gerhard Huber [Hrsg.]: Bildungsanforderungen in der industriellen Welt. Vortragsreihe der Eidgenössischen Technischen Hochschule Zürich im Wintersemester 1968/69 (1969).
- Heft 34: Günther Nenning: Die Jugendrevolte. Protest oder reale Utopie? (1970).
- Heft 35: Wie klassisch ist die klassische Antike? Eine Disputation zwischen Manfred Fuhrmann und Hermann Tränkle über die gegenwärtige Lage der klassischen Philologie (1970).